# Tridens chapmanii
Tridens chapmanii är en gräsart som först beskrevs av John Kunkel Small, och fick sitt nu gällande namn av Mary Agnes Chase. Tridens chapmanii ingår i släktet Tridens och familjen gräs. Inga underarter finns listade i Catalogue of Life.